# تپه پرچستان ۴
تپه پرچستان ۴ مربوط به هزاره سوم و ۲ قبل از میلاد است و در شهرستان ایذه، بخش مرکزی، دهستان حومه شرقی، روستای پرچستان شائلی واقع شده و این اثر در تاریخ ۲۶ اسفند ۱۳۸۷ با شمارهٔ ثبت ۲۵۹۸۴ به‌عنوان یکی از آثار ملی ایران به ثبت رسیده است.